# Botas de montar

Botas de montar, estilo de Alemania.

Las botas de montar (llamadas botas fuertes en América del Sur) son un tipo de calzado especial que se elabora en cuero de bos taurus y se usa para la hípica.
Su uso se extendió y popularizó por toda Europa durante el siglo XVI, cuando los británicos crearon las botas Cavalier. Actualmente la policía Montada sigue empleándolas, pero fuera de ello su uso más común es para la práctica de la danza, la exaltación del folclore y usos militares ceremoniales.

## Diseño

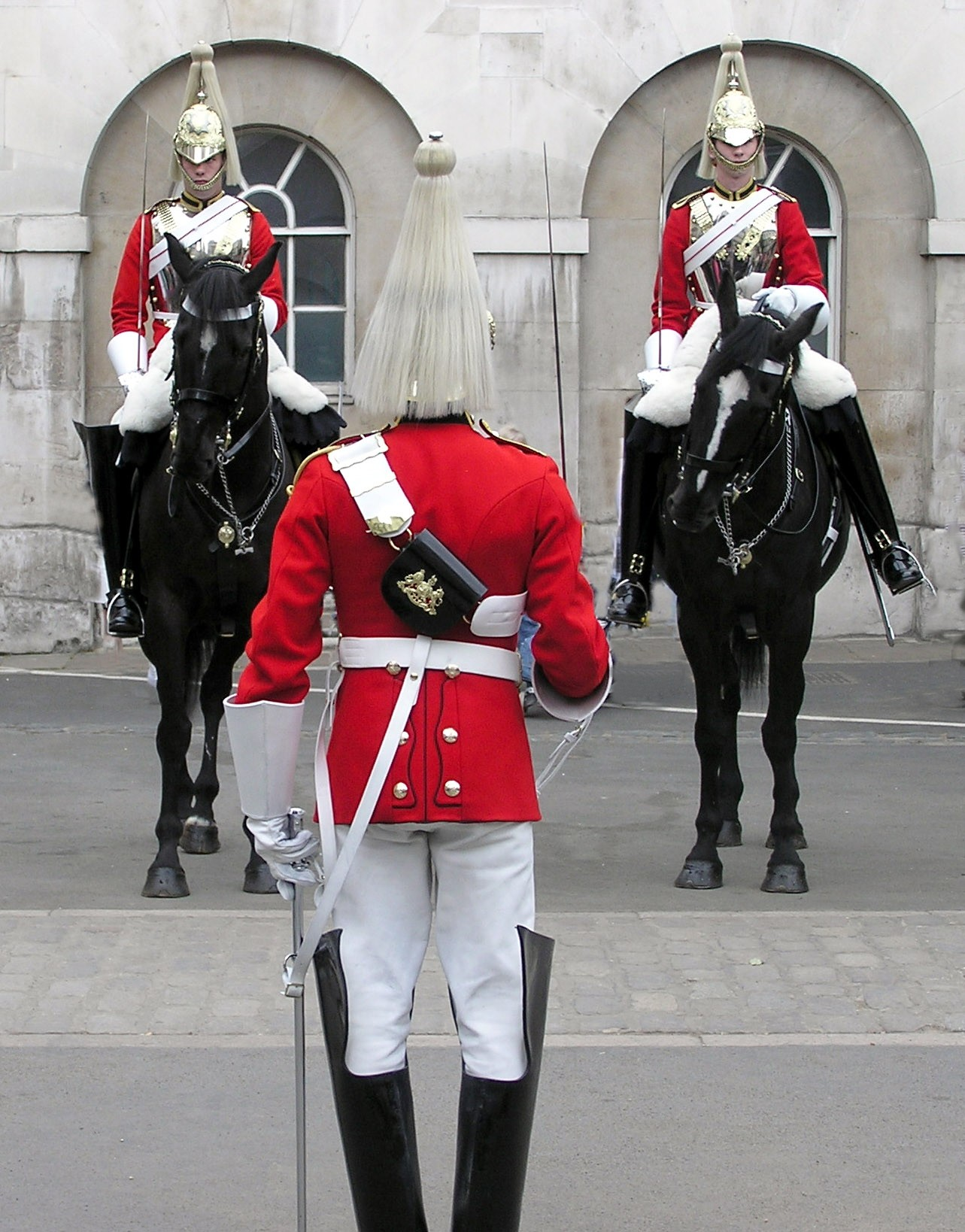
Los británicos Life Guards, usan botas de montar estilizadas.

La bota llega lo suficientemente alta hasta la pierna para evitar que los cueros del sillín pellizquen la pierna del jinete, protege los dedos mediante material resistente para evitar una pisada del caballo cuando está en el suelo y tiene un talón bajo (menos de tres centímetros) para evitar que el pie se deslice a través del estribo. La suela es lisa o ligeramente texturizada para evitar quedar atrapada en la banda de rodadura del estribo en caso de caída.

## Estilos
El diseño es igual en todo el mundo, solo cambian el aspecto según el país y la evolución de la moda.

### Argentina

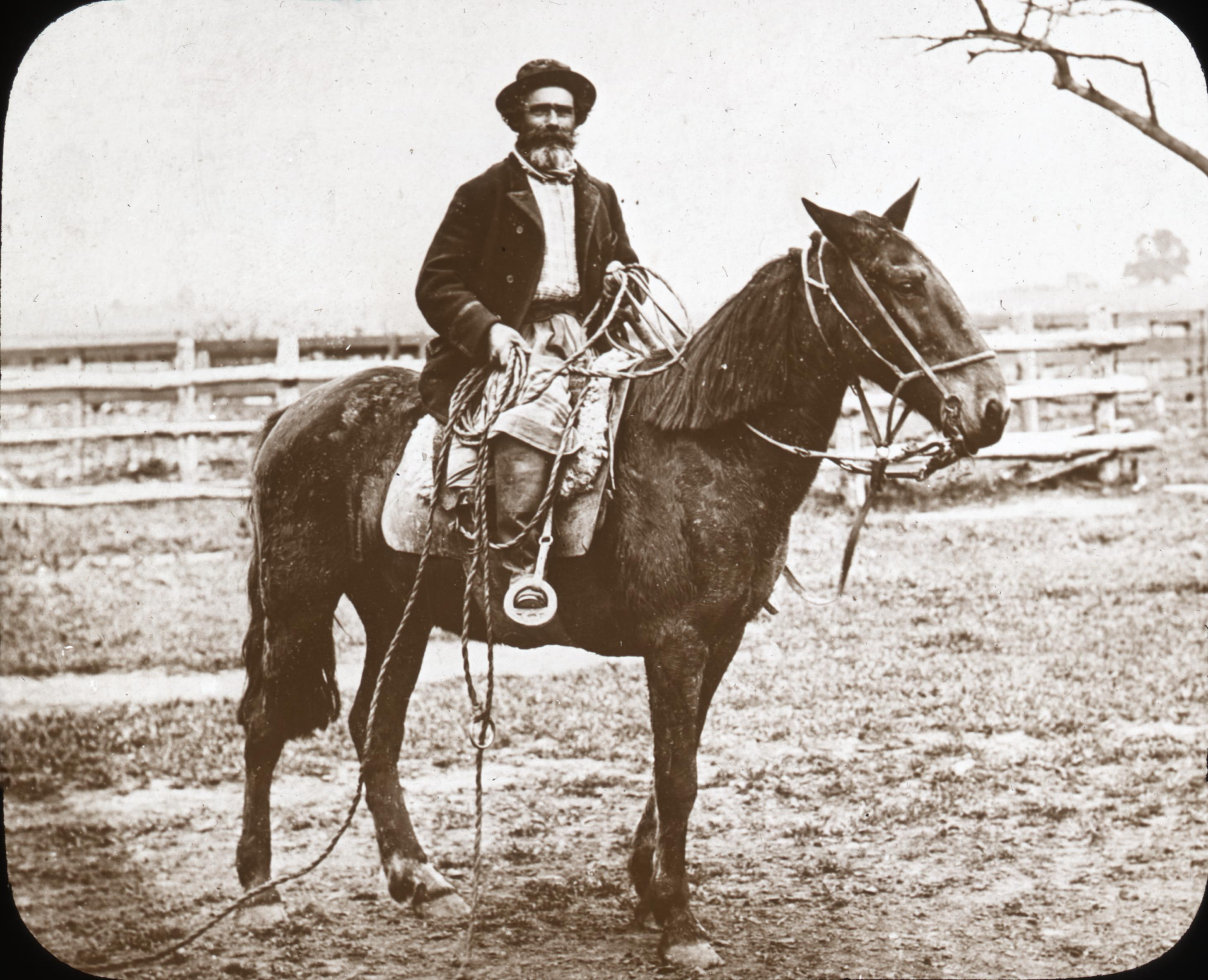
Un gaucho argentino en los años 1910, usando botas de montar.

En Argentina se llaman botas fuertesexiste la creencia de que estas botas eran utilizadas por los gauchos argentinos, pero esto es falso debido a dos factores principales, las botas de montar eran y son costosas y el gaucho pertenecía al estrato más bajo de la sociedad por lo que no podía costear este tipo de botas, y por otro lado las botas de montar no son aptas para los labores habituales del gaucho que lo obligaban a transitar por densos montes con espinas, fango, agua, etc. El gaucho utilizaba lo que se conoce como [bota de potro], aunque lo más habitual era que estén confeccionadas con cuero yeguas de pelaje blanco y a veces con cuero vacuno. Ya en el S.XX con el surgimiento de los festivales folklóricos, se "crea" lo que se conoce como "atuendo o traje de gala del gaucho" y es aquí donde se incorporan las botas de montar a dicho atuendo, pero rápidamente se adoptaron una variante que se caracteriza por poseer la parte inferior de la caña cuero corrugado, un taco más puntiagudo, una semi suela de caucho pegada en la suela de cuero para evitar que el bailarín se resbale y tachas de metal para generar ruido al bailar. Las botas de potro presentaban una suela generalmente de cuero curtido o madera, arco de cuero curtido y taco de madera. Era habitual que los dedos quedasen al descubierto lo cual resultaba útil para estribar, es decir, colocar el estribo entre los dedos.
Suele tener en su caña, adornos como ribetes, bordados o la realización de un trabajo en cuero corrugado (tipo acordeón) y su largo aproximado de 1/4 la pierna del bailarín o el hombre que las use, cabe recordar que en un principio estos calzados cumplían una función específica, la de calzar, hoy su función original se ha disminuido debido a los modismos y se la usa generalmente como elemento en el folclore académico para la interpretación de danzas.
Las botas fuertes actuales se usan para los estilos musicales folclóricos y presentan: taco, clavos incrustados uno al lado del otro formando una plataforma metálica que favorece su sonorización y una media suela de goma para que el bailarín no resbale en sus movimientos sobre el escenario.

### Estados Unidos

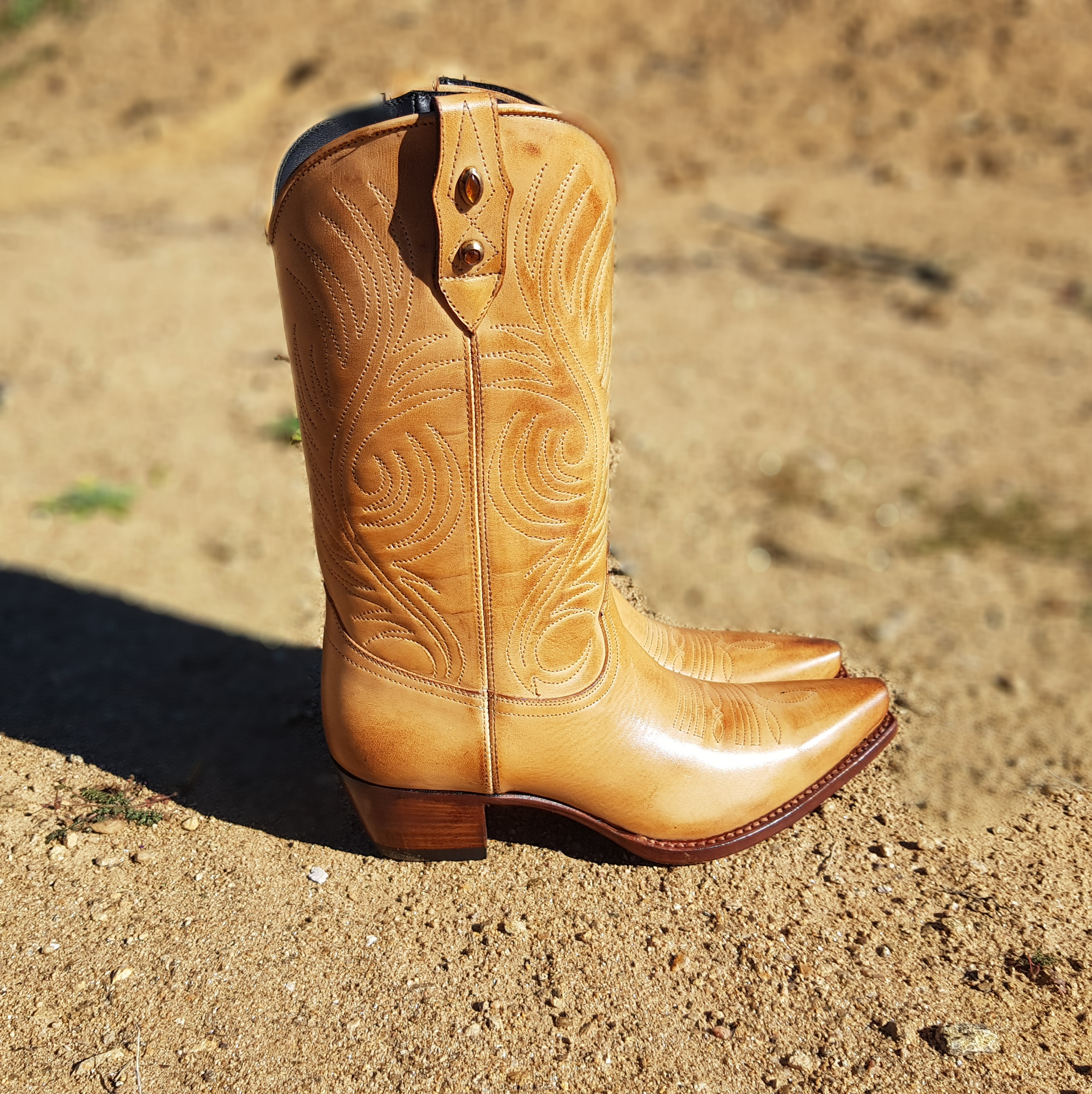
Botas vaqueras, EUA.

En los Estados Unidos para montar y exaltar el oeste, los jinetes americanos usan las botas de vaquero que en realidad son muy similares a las botas británicas; porque antiguamente la parte superior era alta, aunque actualmente puede variar. La longitud más clásica es la altura media de la pantorrilla que evita que los guardabarros de un sillín occidental rozen el tobillo y la pantorrilla del jinete.
En la actualidad rara vez se usan para la hípica y en cambio se usan por moda, por eso están ampliamente decoradas con un aspecto áspero y cuero obtenido de criaturas algo exóticas; como caimán, avestruz y piel de serpiente. The Highwaymen, el supergrupo de country, las usaban siempre en sus presentaciones.

### Reino Unido
En el Reino Unido, donde la equitación es muy popular, hay una serie de diferentes estilos de botas según la disciplina; desde espectáculos de caballos y hasta la caza. Por su antiguo dominio, los estilos británicos son idénticos en Australia, Canadá, Nueva Zelanda y la mayoría de los países integrantes de la Mancomunidad de Naciones.